# Neocrasis eximia
Neocrasis eximia är en fjärilsart som beskrevs av Paul Dognin 1892. Neocrasis eximia ingår i släktet Neocrasis och familjen mätare. Inga underarter finns listade i Catalogue of Life.